# Связь (фильм, 2006)
«Связь» — российский художественный фильм 2006 года.

## Сюжет
В начале фильма Нина, живущая в Петербурге, отправляется в аэропорт, откуда летит в Москву якобы в командировку, но главным образом ради встречи со своим любовником Ильёй... 
Он — успешный бизнесмен, владелец охотничьих магазинов, его жена — красавица, умница, великолепная хозяйка, дочь двенадцати лет. 
Нина — рекламный агент, её семья среднего достатка. Её муж — интеллигентный и очень любящий человек, художник, взявший на себя все семейные заботы, сын во втором классе. 

Сначала всё было похоже на банальную связь — гостиницы, пансионат, встречи впопыхах, а оказалось, что это большая любовь. И хотя они с самого начала договорились, что не будут разводиться и постараются не давать почвы для подозрений своим супругам, но всё пошло не так... 

## В ролях
| Актёр                | Роль             |
| -------------------- | ---------------- |
| Анна Михалкова       | Нина             |
| Михаил Пореченков    | Илья             |
| Дмитрий Шевченко     | муж Нины Никита  |
| Оксана Ярмольник     | Ирина            |
| Леонид Ярмольник     | Моня             |
| Ирина Розанова       | Таня             |
| Наталия Рудная       | мама Нины        |
| Геннадий Смирнов     | Ринат            |
| Андрей Прошкин       | доктор           |
| Хельга Филиппова     | подхалимка       |
| Кирилл Полухин       | друг Ильи        |
| Алексей Попогребский | продавец шавермы |
| Ирина Основина       | коллега Нины     |
| Владимир Маслаков    | эпизод           |
| Александр Карпухов   | эпизод           |
| Вадим Сквирский      | эпизод           |
| Наталья Паллин       | эпизод           |
| Ольга Белявская      | эпизод           |
| Анастасия Сеглиа     | жена Ильи Маша   |
| Муся Шаповалова      | дочь Ильи Кузьма |
| Ярослав Першаков     | сын Нины Егор    |
| Егор Томошевский     | подчиненный Ильи |
| Сергей Уманов        | друг Ильи        |

- В фильме Наталья Рудная сыграла мать Нины. Авдотья Смирнова и её мать даже вмонтировали в картину фотопривет отцу: когда Нина и её мать выясняют отношения на кухне, между ними, в глубине кадра, висит фотография Марины Цветаевой. «Это такая наша семейная шутка, — рассказывает Авдотья Смирнова. — Такая же фотография была у героини „Осени“. Когда мы с мамой придумывали её роль в „Связи“, мы решили, что мама Нины — суровая женщина-инженер в бриджах и мужской рубашке — это постаревшая Саша Никитина из папиной „Осени“».

## Награды
| Награды и номинации     | Награды и номинации          | Награды и номинации                | Награды и номинации | Награды и номинации |
| Награда                 | Категория                    | Номинант                           | Результат           |                     |
| ----------------------- | ---------------------------- | ---------------------------------- | ------------------- | ------------------- |
| MTV Russia Movie Awards | «Лучший поцелуй»             | Анна Михалкова и Михаил Пореченков | Номинация           |                     |
| «Золотой орёл»          | «Лучшая женская роль в кино» | Анна Михалкова                     | Победа              |                     |
| «Кинотавр»              | «Лучший дебют»               | Авдотья Смирнова                   | Победа              |                     |
| «Кинотавр»              | «Главный приз»               |                                    | Номинация           |                     |